# Etylbensen
Etylbensen är ett aromatiskt kolväte med formeln C8H10.

## Framställning
Etylbensen framställs industriellt av bensen (C6H6) och etylen (C2H4).
   +      {\displaystyle \rightarrow }   

## Användning
Etylbensen används främst för tillverkning av styren (C8H8) genom dehydrogenering.
   {\displaystyle \rightarrow }     +   H2